# FOGADE
El Fondo de Protección Social de los Depósitos Bancarios (FOGADE) es un instituto autónomo, adscrito al Ministerio del Poder Popular de Economía y Finanzas y cuya responsabilidad es garantizar los depósitos del público mantenidos en bancos e instituciones financieras de Venezuela. Ante una crisis severa de insolvencia, la institución financiera que se encuentre en problemas es intervenida por el Estado y FOGADE ejerce la función de liquidador del banco y sus empresas relacionadas con actividades no financieras.

## Historia
Venezuela arrastraba una severa crisis económica desde 1982, cuando la economía empezó a verse afectada por políticas que habían suscitado severas distorsiones en todas las áreas del aparato productivo; las variables macroeconómicas básicas: tasa de inflación, tasa de interés, tipo de cambio y resultado fiscal se encontraban desequilibradas, encontrando su punto culminante en el llamado Viernes Negro. Todo ello repercutió en el debilitamiento del sistema financiero del país. La desaceleración de la actividad económica afectó la disponibilidad de recursos de las instituciones financieras y demoró el cobro de sus préstamos a la industria y al comercio, lo que causó morosidad de sus carteras y la inmovilización de algunos créditos. Por su parte, la aceleración del proceso inflacionario como resultado de la aplicación de un régimen de control cambiario desestimuló la propensión a ahorrar e hizo que parte del ahorro interno se canalizara hacia el exterior.
La necesidad de restablecer el clima de seguridad para fomentar el ahorro, hizo prosperar la idea de crear un sistema de aseguramiento de depósitos, que permitiera -a través de un organismo- garantizar el dinero de los ahorristas en caso de liquidación de instituciones financieras, como ya había sucedido, entre 1978 y 1982, con los emblemáticos Banco Nacional de Descuento, Banco de Desarrollo Agropecuario y Banco de los Trabajadores de Venezuela. Así pues, el Fondo de Garantía de Depósitos y Protección Bancaria (FOGADE) fue creado el 20 de marzo de 1985 por decreto 540 del presidente Jaime Lusinchi, para amparar a los ahorristas frente a una potencial debacle del sistema financiero nacional.
En el año 1994, durante la segunda presidencia de Rafael Caldera, Venezuela vivió otra fuerte crisis económica. FOGADE asumió entonces un papel importante dentro del objetivo fundamental de salvaguardar los intereses de los depositantes y evitar el desplome del sistema de pagos de la economía nacional, actuando como ente liquidador de los bancos Latino, Principal, Ítalo, Consolidado, Profesional, Amazonas, Barinas, de la Construcción, La Guaira, de Maracaibo, Metropolitano, Bancor y la Sociedad Financiera Fiveca.
Ya durante la presidencia de Hugo Chávez en noviembre de 2009, FOGADE vuelve a asumir su rol de garante financiero ante los ahorristas, luego de que la Superintendencia de Bancos interviniera varias entidades de la banca privada (ver Crisis económica de Venezuela de 2009-2010), tras determinar que éstas incumplían una serie de normativas relacionadas con el aumento del capital, sin especificar el origen de los fondos, además de descubrir que algunas tenían graves problemas administrativos y gerenciales que generaron una grave falta de liquidez, impidiéndoles cubrir sus obligaciones. FOGADE liquidó entonces a los Banco Canarias de Venezuela, banco Real, Banpro, Central Banco Universal, Pro Vivienda, Bolívar Banco, Banco Confederado y Baninvest garantizando el pago a cada uno de los ahorristas afectados por la crisis desde hoy hasta 10.000 bolívares (unos 4.651 dólares para ese mes), el monto estaba garantizado por el Estado a través del Fondo de Garantías de Depósitos. ( ver   Crisis bancaria venezolana 2009-2010 )

## Principales cargos
| Directores principales                    | Directores suplentes                 | Referencia  |
| ----------------------------------------- | ------------------------------------ | ----------- |
| Laura Carolina Guerra Angulo (Presidente) | Ligia Mistay Hernández Salas         | [ 2 ] [ 3 ] |
| Daniel Alejandro Morales Leal             |                                      | [ 2 ]       |
| Carlos Agustín Guanchez Castillo          | José Gregorio Marín González         | [ 2 ]       |
| Armando Alí Rodríguez Vieras              | Yamileth del Carmen Suárez Fernández | [ 2 ]       |

## Intervención y Liquidación de Bancos 2009-2010

### Intervenidas
- 1	Stanford Bank (Venezuela) Feb-09	Jun-09	Fusión por absorción	Nacional de crédito
- 2	Banco Confederado	Nov-09	Dic-09	Fusión por Incorporación 	Bicentenario
- 3	Bolívar Banco	Nov-09	Dic-09      Fusión por Incorporación 	Bicentenario
- 4	Central Banco Universal	Dic-09	Dic-09      Fusión por Incorporación 	Bicentenario
- -   Banfoandes Dic-09	Dic-09  Fusión por Incorporación 	Bicentenario
- 5	BaNorte	Dic-09	Ene-09  Fusión por absorción	Venezuela
- 6	Mi Casa	Ene-10	Abr-10	Fusión por absorción	Venezuela

### En Liquidacion por Fogade
- 7	Banco Canarias de Venezuela	Nov-09	Nov-09
- 8	Banpro	Nov-09	Nov-09
- 9	Baninvest	Dic-09	Ene-10
- 10	Real	Dic-09	Ene-10
- 11	Inverunión	Ene-10	Abr-10
- 12	Del Sol	Ene-10	Feb-10
- 13	Helm Bank de Venezuela	Ago-10	Nov-10
- 14	Avanza - Fondo del Mercado Monetario	May-10	Nov-10
- 15	Banco Federal - Fondo del Mercado Monetario	Jun-10	Dic-10
- 16	Bancoro	Oct-10	Dic-10
- 17	Banvalor	Ene-11	Feb-11

## Organismos similares
En España existe el Fondo de Garantía de Depósitos creado en 1977; en México existió el Fondo Bancario de Protección al Ahorro, creado a raíz de la crisis mexicana de 1982, ambos con propósitos similares.